# Gymnographa
Gymnographa es un género de hongo liquenizado de la familia Graphidaceae.